# Temnora atrofasciata
Temnora atrofasciata là một loài bướm đêm thuộc họ Sphingidae. Loài này có ở Forests từ phía tây châu Phi tới Congo và Uganda, with an apparently isolated population ở dãy núi Usambara.
Chiều dài cánh trước khoảng 22 mm đối với con đực và 24 mm đối với con cái. 